# Џосија Бинема
Џосија Бинема (енгл. Josiah Binnema; Принс Џорџ, 8. новембар 1997) канадски је пливач чија специјалност су спринтерске трке делфин стилом.

## Спортска каријера
Међународну спортску каријеру започео је 2015. учешћем на светском јуниорском првенству чији домаћин је био град Сингапур. За сениорску репрезентацију Канаде дебитовао је на светском првенству у Будимпешти 2017. где се такмичио у три дисциплине, а најбољи резултат остварио је у штафетној трци на 4×100 мешовито коју је канадски тим окончао на укупно дванаестом месту у квалификацијама.
Најбољи резултат у дотадашњој каријери остварио је на Играма Комонвелта 2018. у Гоулд Коусту где је успео да се пласира у финале трке на 100 делфин коју је окончао на укупно петом месту.
Учествовао је и на светском првенству у корејском Квангџуу 2019, а једину трку у којој се такмичио, 100 метара делфин завршио је на 24. месту у квалификацијама.